# 奧拉托里奧 (聖羅薩省)
奧拉托里奧（西班牙語：Oratorio），是危地馬拉的城鎮，位於該國南部，由聖羅薩省負責管轄，面積214平方公里，海拔高度951米，2002年人口19,550，人口密度每平方公里91.36人。
14°14′N 90°11′W / 14.233°N 90.183°W